# Panfilo Castaldi

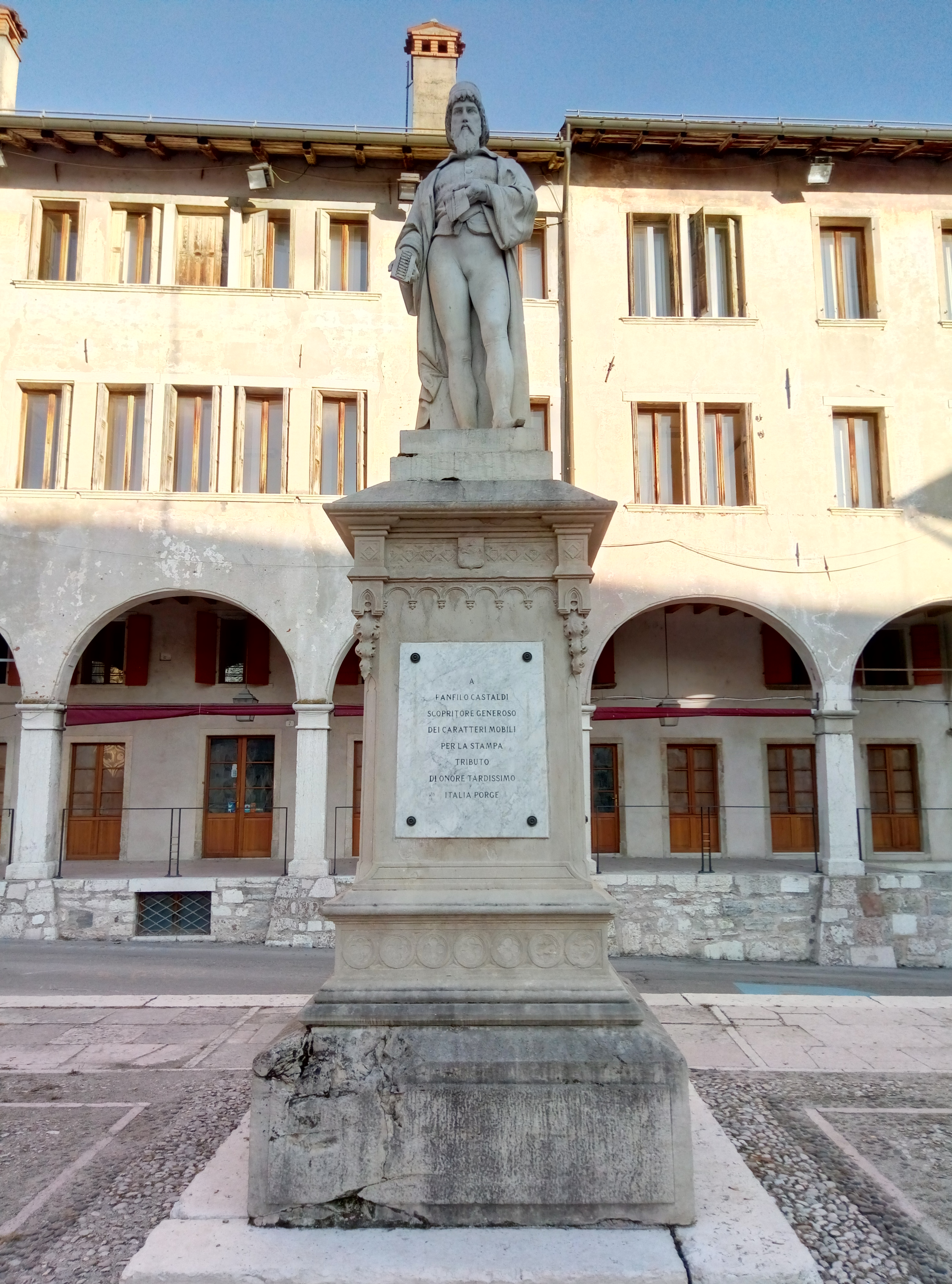
Statua di Panfilo Castaldi in Piazza Maggiore a Feltre

Panfilo Castaldi (Feltre, ca. 1430 – Zara, ottobre/novembre 1487) è stato un medico italiano, e maestro da libri dal stampo, ovvero uno dei primi tipografi italiani.

## Biografia
Di professione medico, prese in moglie una donna veneziana, nipote di Marco Polo, la quale portò in dote, tra le altre cose, anche alcuni caratteri mobili di origine cinese: il celebre Polo li avrebbe portati con sé alla fine dei suoi viaggi descritti nel Milione. Alla metà del XV secolo si stava sperimentando anche in Italia, come nel resto d'Europa, l'utilizzo dei caratteri mobili in tipografia. Panfilo Castaldi si inserì in questa corrente in quanto cittadino della Serenissima Repubblica di Venezia, all'epoca nel pieno del suo splendore e centro europeo di traffici commerciali e di conoscenze.  
Panfilo Castaldi apprese l'arte della stampa a Venezia presso Giovanni da Spira (1469-70), indi la portò a Milano, dove giunse nel 1471. Nella città lombarda impiantò il primo torchio tipografico, da cui uscì il 3 agosto 1471 De verborum significatu del grammatico romano Sesto Pompeo Festo. Tale opera è considerata il primo libro mai stampato da un tipografo italiano. Nello stesso anno impresse la Cosmographia, sive de situ orbis di Pomponio Mela (25 settembre 1471). A causa delle disavventure capitategli (gli furono rubati i caratteri tipografici, poi il terzo libro da lui stampato, le Epistulae ad familiares di Cicerone, in 300 copie, uscì con la firma di un certo Filippo Lavagna, che gli usurpò il nome), l'anno seguente tornò a Venezia (1472), dove riprese ad esercitare la sua prima professione, quella di medico.
Morì a Zara tra la fine di ottobre e i primi giorni di novembre 1487.

## Panfilo Castaldi nella storiografia
Storici locali di area feltrina come Antonio Dal Corno e, prima ancora, il francescano Antonio Cambruzzi lo accreditano come il "vero" inventore dei caratteri mobili per la stampa.
Il 30 maggio 1997 il deputato Fabio Calzavara presentò la proposta di legge 3791 (mai votata), che intendeva istituire un comitato per le celebrazioni del sesto centenario della nascita di Panfilo Castaldi. Nella relazione si ripete, sulla scia di Cambruzzi e Dal Corno, che «Panfilo Castaldi sarebbe stato il primo inventore dei caratteri mobili per la stampa e avrebbe insegnato tale procedimento a Fausto Conesburgo [Johannes Fust], suo ospite a Feltre, che portò il procedimento nella sua città a Magonza».
Nella sua città natale, in Piazza Maggiore, è eretta una statua che ricorda e celebra l'illustre concittadino.
A Panfilo Castaldi sono dedicate strade a Belluno, Milano, Modena, Pisa, Reggio Emilia, Roma, Treviso, Trieste e in altri centri.

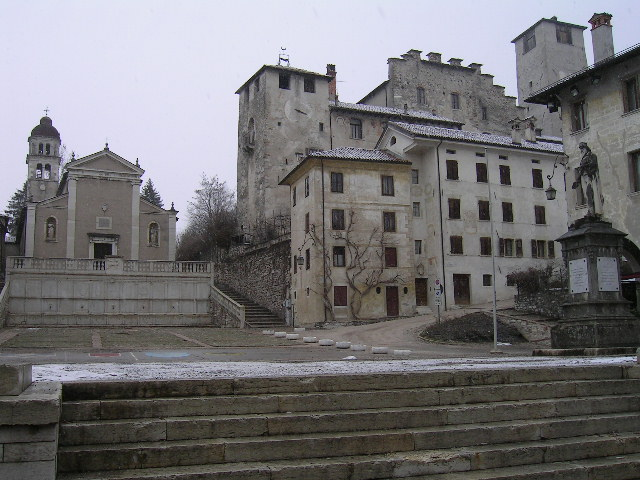
Piazza Maggiore di Feltre. A destra la statua dedicata a Panfilo Castaldi